# Nickelback/Diskografie
Diese Diskografie ist eine Übersicht über die musikalischen Werke der kanadischen Rockband Nickelback. Den Quellenangaben und Schallplattenauszeichnungen zufolge hat sie bisher mehr als 61,2 Millionen Tonträger verkauft, davon alleine in ihrer Heimat über 5,2 Millionen. Ihre erfolgreichste Veröffentlichung ist das fünfte Studioalbum All the Right Reasons mit über 18 Millionen verkauften Einheiten.

## Alben

### Studioalben
| Jahr | Titel Musiklabel                               | Höchstplatzierung, Gesamtwochen, AuszeichnungChartplatzierungen (Jahr, Titel, Musiklabel, Platzierungen, Wochen, Auszeichnungen, Anmerkungen) | Höchstplatzierung, Gesamtwochen, AuszeichnungChartplatzierungen (Jahr, Titel, Musiklabel, Platzierungen, Wochen, Auszeichnungen, Anmerkungen) | Höchstplatzierung, Gesamtwochen, AuszeichnungChartplatzierungen (Jahr, Titel, Musiklabel, Platzierungen, Wochen, Auszeichnungen, Anmerkungen) | Höchstplatzierung, Gesamtwochen, AuszeichnungChartplatzierungen (Jahr, Titel, Musiklabel, Platzierungen, Wochen, Auszeichnungen, Anmerkungen) | Höchstplatzierung, Gesamtwochen, AuszeichnungChartplatzierungen (Jahr, Titel, Musiklabel, Platzierungen, Wochen, Auszeichnungen, Anmerkungen) | Höchstplatzierung, Gesamtwochen, AuszeichnungChartplatzierungen (Jahr, Titel, Musiklabel, Platzierungen, Wochen, Auszeichnungen, Anmerkungen) | Anmerkungen                                                     |
| Jahr | Titel Musiklabel                               | DE | AT | CH | UK | US | CA | Anmerkungen                                                     |
| ---- | ---------------------------------------------- | --- | --- | --- | --- | --- | --- | --------------------------------------------------------------- |
| 1996 | Curb Amar Management (NKL)                     | DE79 (1 Wo.)DE | — | CH72 (2 Wo.)CH | UK— SilberUK | US182 (1 Wo.)US | CA— GoldCA | Erstveröffentlichung: Mai 1996 Verkäufe: + 110.000              |
| 1998 | The State Schottel Records (Schottel)          | DE57 (1 Wo.)DE | — | — | UK— SilberUK | US130 Platin · (18 Wo.)US | CA— PlatinCA | Erstveröffentlichung: September 1998 Verkäufe: + 1.160.000      |
| 2001 | Silver Side Up Roadrunner Records (UMG)        | DE4 Platin · (58 Wo.)DE | AT1 Platin · (39 Wo.)AT | CH4 Platin · (51 Wo.)CH | UK1 ×3Dreifachplatin · (84 Wo.)UK | US2 ×6Sechsfachplatin · (92 Wo.)US | CA— ×8AchtfachplatinCA | Erstveröffentlichung: 11. September 2001 Verkäufe: + 10.000.000 |
| 2003 | The Long Road Roadrunner Records (WMG)         | DE4 Gold · (16 Wo.)DE | AT4 Gold · (10 Wo.)AT | CH4 (15 Wo.)CH | UK5 Platin · (17 Wo.)UK | US6 ×3Dreifachplatin · (80 Wo.)US | CA— ×5FünffachplatinCA | Erstveröffentlichung: 22. September 2003 Verkäufe: + 4.152.500  |
| 2005 | All the Right Reasons Roadrunner Records (WMG) | DE4 ×3Dreifachgold · (73 Wo.)DE | AT7 Gold · (30 Wo.)AT | CH4 Gold · (87 Wo.)CH | UK2 ×3Dreifachplatin · (61 Wo.)UK | US1 Diamant · (205 Wo.)US | CA— ×7SiebenfachplatinCA | Erstveröffentlichung: 26. September 2005 Verkäufe: + 18.000.000 |
| 2008 | Dark Horse Roadrunner Records (WMG)            | DE4 ×3Dreifachgold · (40 Wo.)DE | AT5 Gold · (35 Wo.)AT | CH5 (37 Wo.)CH | UK4 Platin · (26 Wo.)UK | US2 ×3Dreifachplatin · (166 Wo.)US | CA— ×9NeunfachplatinCA | Erstveröffentlichung: 14. November 2008 Verkäufe: + 4.616.000   |
| 2011 | Here and Now Roadrunner Records (WMG)          | DE2 Gold · (28 Wo.)DE | AT3 (18 Wo.)AT | CH2 Gold · (41 Wo.)CH | UK10 Gold · (15 Wo.)UK | US2 Platin · (42 Wo.)US | CA— ×2DoppelplatinCA | Erstveröffentlichung: 14. November 2011 Verkäufe: + 1.612.227   |
| 2014 | No Fixed Address Republic Records (UMG)        | DE7 Gold · (20 Wo.)DE | AT4 Platin · (18 Wo.)AT | CH3 (22 Wo.)CH | UK12 Gold · (10 Wo.)UK | US4 (19 Wo.)US | CA2 Platin · (9 Wo.)CA | Erstveröffentlichung: 14. November 2014 Verkäufe: + 365.000     |
| 2017 | Feed the Machine BMG Rights Management (WMG)   | DE6 (10 Wo.)DE | AT4 (13 Wo.)AT | CH2 (21 Wo.)CH | UK3 Silber · (8 Wo.)UK | US5 (7 Wo.)US | CA2 (5 Wo.)CA | Erstveröffentlichung: 16. Juni 2017 Verkäufe: + 60.000          |
| 2022 | Get Rollin’ BMG Rights Management (WMG)        | DE7 (7 Wo.)DE | AT8 (3 Wo.)AT | CH1 (9 Wo.)CH | UK8 (2 Wo.)UK | US30 (1 Wo.)US | CA4 (11 Wo.)CA | Erstveröffentlichung: 18. November 2022                         |

### Livealben
| Jahr | Titel Musiklabel                                            | Höchstplatzierung, Gesamtwochen, AuszeichnungChartplatzierungen (Jahr, Titel, Musiklabel, Platzierungen, Wochen, Auszeichnungen, Anmerkungen) | Höchstplatzierung, Gesamtwochen, AuszeichnungChartplatzierungen (Jahr, Titel, Musiklabel, Platzierungen, Wochen, Auszeichnungen, Anmerkungen) | Höchstplatzierung, Gesamtwochen, AuszeichnungChartplatzierungen (Jahr, Titel, Musiklabel, Platzierungen, Wochen, Auszeichnungen, Anmerkungen) | Höchstplatzierung, Gesamtwochen, AuszeichnungChartplatzierungen (Jahr, Titel, Musiklabel, Platzierungen, Wochen, Auszeichnungen, Anmerkungen) | Höchstplatzierung, Gesamtwochen, AuszeichnungChartplatzierungen (Jahr, Titel, Musiklabel, Platzierungen, Wochen, Auszeichnungen, Anmerkungen) | Höchstplatzierung, Gesamtwochen, AuszeichnungChartplatzierungen (Jahr, Titel, Musiklabel, Platzierungen, Wochen, Auszeichnungen, Anmerkungen) | Anmerkungen                             |
| Jahr | Titel Musiklabel                                            | DE | AT | CH | UK | US | CA | Anmerkungen                             |
| ---- | ----------------------------------------------------------- | --- | --- | --- | --- | --- | --- | --------------------------------------- |
| 2011 | Live from Red Rocks Nickelback II Productions (The Orchard) | — | — | — | — | — | — | Erstveröffentlichung: 21. Mai 2011      |
| 2024 | Live from Nashville BMG Rights Management (UMG)             | — | — | CH74 (1 Wo.)CH | — | — | — | Erstveröffentlichung: 15. November 2024 |

### Kompilationen
| Jahr | Titel Musiklabel                                         | Höchstplatzierung, Gesamtwochen, AuszeichnungChartplatzierungen (Jahr, Titel, Musiklabel, Platzierungen, Wochen, Auszeichnungen, Anmerkungen) | Höchstplatzierung, Gesamtwochen, AuszeichnungChartplatzierungen (Jahr, Titel, Musiklabel, Platzierungen, Wochen, Auszeichnungen, Anmerkungen) | Höchstplatzierung, Gesamtwochen, AuszeichnungChartplatzierungen (Jahr, Titel, Musiklabel, Platzierungen, Wochen, Auszeichnungen, Anmerkungen) | Höchstplatzierung, Gesamtwochen, AuszeichnungChartplatzierungen (Jahr, Titel, Musiklabel, Platzierungen, Wochen, Auszeichnungen, Anmerkungen) | Höchstplatzierung, Gesamtwochen, AuszeichnungChartplatzierungen (Jahr, Titel, Musiklabel, Platzierungen, Wochen, Auszeichnungen, Anmerkungen) | Höchstplatzierung, Gesamtwochen, AuszeichnungChartplatzierungen (Jahr, Titel, Musiklabel, Platzierungen, Wochen, Auszeichnungen, Anmerkungen) | Anmerkungen                                                |
| Jahr | Titel Musiklabel                                         | DE | AT | CH | UK | US | CA | Anmerkungen                                                |
| ---- | -------------------------------------------------------- | --- | --- | --- | --- | --- | --- | ---------------------------------------------------------- |
| 2002 | Three-Sided Coin Roadrunner Records (RR)                 | — | — | — | — | — | — | Erstveröffentlichung: 22. Mai 2002                         |
| 2013 | The Best of Nickelback – Vol. 1 Roadrunner Records (WMG) | DE31 (5 Wo.)DE | AT13 (5 Wo.)AT | CH10 (16 Wo.)CH | UK15 Platin · (14 Wo.)UK | US21 (… Wo.)US | — | Erstveröffentlichung: 1. November 2013 Verkäufe: + 396.000 |

### EPs
| Jahr | Titel Musiklabel                 | Anmerkungen                        |
| ---- | -------------------------------- | ---------------------------------- |
| 1996 | Hesher. Eigenvertrieb            | Erstveröffentlichung: Februar 1996 |
| 2006 | Live EP Roadrunner Records (WMG) | Erstveröffentlichung: 4. Juni 2006 |

## Singles
| Jahr | Titel Album                                | Höchstplatzierung, Gesamtwochen, AuszeichnungChartplatzierungen (Jahr, Titel, Album, Platzierungen, Wochen, Auszeichnungen, Anmerkungen) | Höchstplatzierung, Gesamtwochen, AuszeichnungChartplatzierungen (Jahr, Titel, Album, Platzierungen, Wochen, Auszeichnungen, Anmerkungen) | Höchstplatzierung, Gesamtwochen, AuszeichnungChartplatzierungen (Jahr, Titel, Album, Platzierungen, Wochen, Auszeichnungen, Anmerkungen) | Höchstplatzierung, Gesamtwochen, AuszeichnungChartplatzierungen (Jahr, Titel, Album, Platzierungen, Wochen, Auszeichnungen, Anmerkungen) | Höchstplatzierung, Gesamtwochen, AuszeichnungChartplatzierungen (Jahr, Titel, Album, Platzierungen, Wochen, Auszeichnungen, Anmerkungen) | Höchstplatzierung, Gesamtwochen, AuszeichnungChartplatzierungen (Jahr, Titel, Album, Platzierungen, Wochen, Auszeichnungen, Anmerkungen) | Anmerkungen                                                    |
| Jahr | Titel Album                                | DE | AT | CH | UK | US | CA | Anmerkungen                                                    |
| --- | ------------------------------------------ | --- | --- | --- | --- | --- | --- | -------------------------------------------------------------- |
| 1999 | Leader of Men The State                    | — | — | — | — | — | CA— GoldCA | Erstveröffentlichung: 13. September 2000 Verkäufe: + 40.000    |
| 2000 | Old Enough The State                       | — | — | — | — | — | — | Erstveröffentlichung: Oktober 2000                             |
| 2000 | Breathe The State                          | — | — | — | — | — | — | Erstveröffentlichung: Dezember 2000                            |
| 2000 | Worthy to Say The State                    | — | — | — | — | — | — | Erstveröffentlichung: Dezember 2000                            |
| 2001 | How You Remind Me Silver Side Up           | DE3 Gold · (29 Wo.)DE | AT1 Gold · (25 Wo.)AT | CH3 Gold · (40 Wo.)CH | UK4 ×4Vierfachplatin · (42 Wo.)UK | US1 ×4Vierfachplatin · (49 Wo.)US | — | Erstveröffentlichung: 10. September 2001 Verkäufe: + 7.370.000 |
| 2002 | Too Bad Silver Side Up                     | DE41 (9 Wo.)DE | AT26 (9 Wo.)AT | CH48 (11 Wo.)CH | UK9 Silber · (10 Wo.)UK | US42 Gold · (20 Wo.)US | — | Erstveröffentlichung: 5. März 2002 Verkäufe: + 700.000         |
| 2002 | Never Again Silver Side Up                 | — | — | — | UK30 (2 Wo.)UK | US— GoldUS | — | Erstveröffentlichung: 2. Juli 2002 Verkäufe: + 500.000         |
| 2003 | Someday The Long Road                      | DE26 (9 Wo.)DE | AT11 (12 Wo.)AT | CH14 (12 Wo.)CH | UK6 Gold · (9 Wo.)UK | US7 Gold · (50 Wo.)US | CA1 (18 Wo.)CA | Erstveröffentlichung: 5. August 2003 Verkäufe: + 1.175.000     |
| 2004 | Figured You Out The Long Road              | — | — | — | — | US65 Gold · (19 Wo.)US | CA— PlatinCA | Erstveröffentlichung: 12. Januar 2004 Verkäufe: + 615.000      |
| 2004 | Feelin’ Way Too Damn Good The Long Road    | DE95 (1 Wo.)DE | — | — | UK39 (2 Wo.)UK | US48 (16 Wo.)US | — | Erstveröffentlichung: 8. März 2004                             |
| 2004 | See You at the Show The Long Road          | DE82 (4 Wo.)DE | — | — | — | — | — | Erstveröffentlichung: 14. Juni 2004                            |
| 2005 | Photograph All the Right Reasons           | DE18 (11 Wo.)DE | AT10 (21 Wo.)AT | CH27 (13 Wo.)CH | UK18 Platin · (23 Wo.)UK | US2 ×2Doppelplatin · (33 Wo.)US | CA— PlatinCA | Erstveröffentlichung: 12. September 2005 Verkäufe: + 2.685.000 |
| 2005 | Animals All the Right Reasons              | — | — | — | UK— SilberUK | US97 (3 Wo.)US | — | Erstveröffentlichung: 8. November 2005 Verkäufe: + 200.000     |
| 2006 | Far Away All the Right Reasons             | DE25 (10 Wo.)DE | AT22 (11 Wo.)AT | CH41 (20 Wo.)CH | UK40 Gold · (9 Wo.)UK | US8 (30 Wo.)US | — | Erstveröffentlichung: 20. Januar 2006 Verkäufe: + 510.000      |
| 2006 | Savin’ Me All the Right Reasons            | DE72 (9 Wo.)DE | AT43 (16 Wo.)AT | CH82 (2 Wo.)CH | UK77 Silber · (1 Wo.)UK | US19 (27 Wo.)US | CA2 (8 Wo.)CA | Erstveröffentlichung: 25. April 2006 Verkäufe: + 200.000       |
| 2006 | If Everyone Cared All the Right Reasons    | DE21 (14 Wo.)DE | AT12 (23 Wo.)AT | CH19 (29 Wo.)CH | — | US17 (22 Wo.)US | CA5 (14 Wo.)CA | Erstveröffentlichung: 8. Dezember 2006                         |
| 2007 | Rockstar All the Right Reasons             | DE23 Platin · (27 Wo.)DE | AT5 (30 Wo.)AT | CH14 (41 Wo.)CH | UK2 ×3Dreifachplatin · (58 Wo.)UK | US6 (49 Wo.)US | CA20 (60 Wo.)CA | Erstveröffentlichung: 13. Juli 2007 Verkäufe: + 2.167.500      |
| 2008 | Gotta Be Somebody Dark Horse               | DE6 (17 Wo.)DE | AT10 (20 Wo.)AT | CH19 (25 Wo.)CH | UK20 Silber · (8 Wo.)UK | US10 (27 Wo.)US | CA5 ×4Vierfachplatin · (31 Wo.)CA | Erstveröffentlichung: 29. September 2008 Verkäufe: + 597.500   |
| 2008 | Something in Your Mouth Dark Horse         | — | — | — | — | US96 (1 Wo.)US | CA35 ×2Doppelplatin · (13 Wo.)CA | Erstveröffentlichung: 28. Oktober 2008 Verkäufe: + 160.000     |
| 2009 | I’d Come for You Dark Horse                | DE39 (10 Wo.)DE | AT37 (10 Wo.)AT | CH38 (4 Wo.)CH | UK67 (3 Wo.)UK | US44 (2 Wo.)US | CA20 Platin · (2 Wo.)CA | Erstveröffentlichung: 3. April 2009 Verkäufe: + 80.000         |
| 2009 | Burn It to the Ground Dark Horse           | DE65 (3 Wo.)DE | — | — | UK— PlatinUK | — | CA2 ×8Achtfachplatin · (37 Wo.)CA | Erstveröffentlichung: 25. Mai 2009 Verkäufe: + 1.315.000       |
| 2009 | If Today Was Your Last Day Dark Horse      | DE31 (18 Wo.)DE | AT31 (15 Wo.)AT | CH30 (13 Wo.)CH | UK64 Silber · (11 Wo.)UK | US19 (22 Wo.)US | CA18 ×4Vierfachplatin · (32 Wo.)CA | Erstveröffentlichung: 11. Oktober 2009 Verkäufe: + 600.000     |
| 2010 | This Afternoon Dark Horse                  | DE29 (13 Wo.)DE | AT27 (15 Wo.)AT | CH69 (1 Wo.)CH | UK79 (1 Wo.)UK | US34 (20 Wo.)US | CA23 ×2Doppelplatin · (20 Wo.)CA | Erstveröffentlichung: 14. Juni 2010 Verkäufe: + 195.000        |
| 2011 | Bottoms Up Here and Now                    | — | — | — | — | — | CA17 (2 Wo.)CA | Erstveröffentlichung: 26. September 2011                       |
| 2011 | When We Stand Together Here and Now        | DE6 Gold · (18 Wo.)DE | AT8 (13 Wo.)AT | CH6 Gold · (17 Wo.)CH | UK41 Silber · (5 Wo.)UK | US44 (16 Wo.)US | CA5 Platin · (22 Wo.)CA | Erstveröffentlichung: 26. September 2011 Verkäufe: + 615.782   |
| 2011 | This Means War Here and Now                | — | — | — | — | — | — | Erstveröffentlichung: 11. November 2011                        |
| 2012 | Lullaby Here and Now                       | DE36 (13 Wo.)DE | AT27 (10 Wo.)AT | CH45 (9 Wo.)CH | UK— SilberUK | US89 (1 Wo.)US | CA27 Gold · (7 Wo.)CA | Erstveröffentlichung: 24. Februar 2012 Verkäufe: + 290.000     |
| 2014 | Edge of a Revolution No Fixed Address      | — | — | — | UK91 (1 Wo.)UK | — | CA18 (2 Wo.)CA | Erstveröffentlichung: 19. August 2014                          |
| 2014 | What Are You Waiting For? No Fixed Address | DE11 Gold · (21 Wo.)DE | AT6 (26 Wo.)AT | CH7 (22 Wo.)CH | — | — | CA8 (8 Wo.)CA | Erstveröffentlichung: 5. September 2014 Verkäufe: + 200.000    |
| 2015 | She Keeps Me Up No Fixed Address           | — | — | — | — | — | CA17 (6 Wo.)CA | Erstveröffentlichung: 17. Februar 2015                         |
| 2016 | Dirty Laundry –                            | — | — | — | — | — | — | Erstveröffentlichung: 16. August 2016                          |
| 2017 | Feed the Machine                           | — | — | — | — | — | CA39 (1 Wo.)CA | Erstveröffentlichung: 1. Februar 2017                          |
| 2017 | Song on Fire Feed the Machine              | — | — | — | — | — | — | Erstveröffentlichung: 28. April 2017                           |
| 2017 | Must be Nice Feed the Machine              | — | — | — | — | — | — | Erstveröffentlichung: 2. Juni 2017                             |
| 2020 | The Devil Went Down to Georgia –           | — | — | — | — | — | CA13 (1 Wo.)CA | Erstveröffentlichung: 14. August 2020 feat. Dave Martone       |
| 2022 | San Quentin Get Rollin’                    | — | — | — | — | — | CA13 Gold · (4 Wo.)CA | Erstveröffentlichung: 7. September 2022 Verkäufe: + 40.000     |
| 2022 | Those Days Get Rollin’                     | — | — | — | — | — | CA50 (1 Wo.)CA | Erstveröffentlichung: 5. Oktober 2022                          |
| 2022 | High Time Get Rollin’                      | — | — | — | — | — | — | Erstveröffentlichung: 15. November 2022                        |
| 2023 | Skinny Little Missy Get Rollin’            | — | — | — | — | — | — | Erstveröffentlichung: 6. Oktober 2023                          |
| 2024 | Horizon Get Rollin’                        | — | — | — | — | — | — | Erstveröffentlichung: 18. Dezember 2024                        |
| Folgende Lieder erschienen nicht als Single, wurden aber durch das Album zum Download und Streaming bereitgestellt und konnten somit eine Platzierung erlangen: |                                            | | | | | | |                                                                |
| |                                            | | | | | | |                                                                |
| 2022 | Don’t Ever Let It End Here and Now         | — | — | — | — | — | CA72 (1 Wo.)CA | Charteinstieg: 10. Dezember 2011                               |

## Videoalben und Musikvideos

### Videoalben
| Jahr | Titel Musiklabel                                                                                                | Höchstplatzierung, Gesamtwochen, AuszeichnungChartplatzierungen (Jahr, Titel, Musiklabel, Platzierungen, Wochen, Auszeichnungen, Anmerkungen) | Höchstplatzierung, Gesamtwochen, AuszeichnungChartplatzierungen (Jahr, Titel, Musiklabel, Platzierungen, Wochen, Auszeichnungen, Anmerkungen) | Höchstplatzierung, Gesamtwochen, AuszeichnungChartplatzierungen (Jahr, Titel, Musiklabel, Platzierungen, Wochen, Auszeichnungen, Anmerkungen) | Höchstplatzierung, Gesamtwochen, AuszeichnungChartplatzierungen (Jahr, Titel, Musiklabel, Platzierungen, Wochen, Auszeichnungen, Anmerkungen) | Höchstplatzierung, Gesamtwochen, AuszeichnungChartplatzierungen (Jahr, Titel, Musiklabel, Platzierungen, Wochen, Auszeichnungen, Anmerkungen) | Höchstplatzierung, Gesamtwochen, AuszeichnungChartplatzierungen (Jahr, Titel, Musiklabel, Platzierungen, Wochen, Auszeichnungen, Anmerkungen) | Anmerkungen                                                  |
| Jahr | Titel Musiklabel                                                                                                | DE | AT | CH | UK | US | CA | Anmerkungen                                                  |
| ---- | --- | --- | --- | --- | --- | --- | --- | ------------------------------------------------------------ |
| 2002 | Live at Home Roadrunner Records (UMG)                                                                           | — | — | — | UK6 (11 Wo.)UK | US8 Gold · (… Wo.)US | CA— ×2DoppelplatinCA | Erstveröffentlichung: 29. Oktober 2002 Verkäufe: + 70.000    |
| 2003 | The Videos auch bekannt als: Photo Album: The Videos oder Someday – DVD Hit Collection Roadrunner Records (WMG) | — | — | — | — | US11 Platin · (… Wo.)US | CA— PlatinCA | Erstveröffentlichung: 23. September 2003 Verkäufe: + 110.000 |
| 2007 | The Ultimate Video Collection Roadrunner Records (WMG)                                                          | — | — | — | UK1 Gold · (16 Wo.)UK | US12 Platin · (… Wo.)US | CA— PlatinCA | Erstveröffentlichung: 23. November 2007 Verkäufe: + 142.500  |
| 2008 | Live at Sturgis 2006 Coming Home Media (Koch)                                                                   | — | — | — | UK23 (1 Wo.)UK | US2 Gold · (… Wo.)US | — | Erstveröffentlichung: 2. Dezember 2008 Verkäufe: + 57.500    |

### Musikvideos
| Jahr | Titel                          | Regie                                                 |
| ---- | ------------------------------ | ----------------------------------------------------- |
| 1996 | Fly                            | Andrew Duncan                                         |
| 2000 | Leader of Men                  | Stephen Lewis (Version 1) Ulf Buddensieck (Version 2) |
| 2000 | Old Enough                     |                                                       |
| 2000 | Worthy to Say                  |                                                       |
| 2001 | How You Remind Me              | Colin Strause, Greg Strause                           |
| 2002 | Too Bad                        | Nigel Dick                                            |
| 2002 | Never Again                    | Nigel Dick                                            |
| 2003 | Someday                        | Nigel Dick                                            |
| 2004 | Figured You Out                | Uwe Flade                                             |
| 2004 | Feelin’ Way Too Damn Good      | Martin Weisz                                          |
| 2004 | See You at the Show            | Nicholas D. Wrathall                                  |
| 2005 | Photograph                     | Nigel Dick                                            |
| 2006 | Savin’ Me                      | Nigel Dick                                            |
| 2006 | Far Away                       | Nigel Dick                                            |
| 2007 | If Everyone Cared              | Dori Oskowitz                                         |
| 2007 | Rockstar                       | Dori Oskowitz                                         |
| 2008 | Gotta Be Somebody              | Nigel Dick                                            |
| 2009 | I’d Come for You               | Nina Dluhy-Miller, Nigel Dick                         |
| 2009 | If Today Was Your Last Day     | Nigel Dick                                            |
| 2009 | Burn It to the Ground          |                                                       |
| 2009 | Never Gonna Be Alone           | Nigel Dick                                            |
| 2010 | This Afternoon                 | Nigel Dick                                            |
| 2011 | When We Stand Together         | Justin Francis                                        |
| 2012 | Lullaby                        | Nigel Dick                                            |
| 2012 | This Means War                 | Peter Smith                                           |
| 2012 | Trying Not to Love You         | Bill Fishman                                          |
| 2014 | Edge of a Revolution           | Wayne Isham                                           |
| 2015 | She Keeps Me Up                | Nigel Dick                                            |
| 2015 | Get ’em Up                     | Nigel Dick                                            |
| 2015 | Satellite                      | Nigel Dick                                            |
| 2017 | Feed the Machine               | Kyle Cogan                                            |
| 2017 | Song on Fire                   | Nigel Dick                                            |
| 2017 | The Betrayal (Act III)         |                                                       |
| 2020 | The Devil Went Down to Georgia | Aaron Eisenberg                                       |
| 2022 | San Quentin                    |                                                       |
| 2022 | Those Days                     |                                                       |

## Promoveröffentlichungen
Promo-Singles

| Jahr | Titel Album                                                                        | Höchstplatzierung, Gesamtwochen, AuszeichnungChartplatzierungen (Jahr, Titel, Album, Platzierungen, Wochen, Auszeichnungen, Anmerkungen) | Höchstplatzierung, Gesamtwochen, AuszeichnungChartplatzierungen (Jahr, Titel, Album, Platzierungen, Wochen, Auszeichnungen, Anmerkungen) | Höchstplatzierung, Gesamtwochen, AuszeichnungChartplatzierungen (Jahr, Titel, Album, Platzierungen, Wochen, Auszeichnungen, Anmerkungen) | Höchstplatzierung, Gesamtwochen, AuszeichnungChartplatzierungen (Jahr, Titel, Album, Platzierungen, Wochen, Auszeichnungen, Anmerkungen) | Höchstplatzierung, Gesamtwochen, AuszeichnungChartplatzierungen (Jahr, Titel, Album, Platzierungen, Wochen, Auszeichnungen, Anmerkungen) | Höchstplatzierung, Gesamtwochen, AuszeichnungChartplatzierungen (Jahr, Titel, Album, Platzierungen, Wochen, Auszeichnungen, Anmerkungen) | Anmerkungen                                        |
| Jahr | Titel Album                                                                        | DE | AT | CH | UK | US | CA | Anmerkungen                                        |
| ---- | ---------------------------------------------------------------------------------- | --- | --- | --- | --- | --- | --- | -------------------------------------------------- |
| 1996 | Fly Hesher. • Curb                                                                 | — | — | — | — | — | — | Erstveröffentlichung: 1996                         |
| 2002 | Little Friend Curb                                                                 | — | — | — | — | — | — | Erstveröffentlichung: 2002                         |
| 2003 | Because of You The Long Road                                                       | — | — | — | — | — | — | Erstveröffentlichung: 2003                         |
| 2003 | Saturday Night’s Alright (For Fighting) 3 Engel für Charlie – Volle Power (O.S.T.) | — | — | — | — | — | — | Erstveröffentlichung: 17. Juni 2003 feat. Kid Rock |
| 2007 | Side of a Bullet All the Right Reasons                                             | — | — | — | — | — | — | Erstveröffentlichung: März 2007                    |
| 2008 | Never Gonna Be Alone Dark Horse                                                    | — | AT73 (1 Wo.)AT | — | — | US58 (17 Wo.)US | CA26 Platin · (2 Wo.)CA | Erstveröffentlichung: 2008 Verkäufe: + 80.000      |
| 2008 | Shakin’ Hands Dark Horse                                                           | — | — | — | — | — | CA20 Gold · (1 Wo.)CA | Erstveröffentlichung: 2008 Verkäufe: + 40.000      |
| 2012 | Trying Not to Love You Here and Now                                                | — | AT67 (1 Wo.)AT | — | — | — | CA58 (1 Wo.)CA | Erstveröffentlichung: 2012                         |
| 2014 | Get ’em Up No Fixed Address                                                        | — | — | — | — | — | — | Erstveröffentlichung: 2014                         |
| 2014 | Million Miles an Hour No Fixed Address                                             | — | — | — | — | — | — | Erstveröffentlichung: 25. November 2014            |
| 2015 | Miss You No Fixed Address                                                          | — | — | — | — | — | — | Erstveröffentlichung: 16. Februar 2015             |
| 2015 | Satellite No Fixed Address                                                         | — | — | — | — | — | — | Erstveröffentlichung: 15. Juni 2015                |
| 2022 | Unredeemable (Redeemable Version) –                                                | — | — | — | — | — | — | Erstveröffentlichung: 11. November 2022            |

## Sonderveröffentlichungen

### Alben
| Jahr | Titel Musiklabel                                       | Anmerkungen                                                                    |
| ---- | ------------------------------------------------------ | ------------------------------------------------------------------------------ |
| 2014 | Original Album Series Parlophone (WMG)                 | Erstveröffentlichung: 21. November 2014 Teil der „Original-Album-Series“-Reihe |
| 2015 | The Triple Album Collection Vol. 1 Rhino Records (WMG) | Erstveröffentlichung: 9. Januar 2015 Teil der „Triple-Album-Collection“-Reihe  |
| 2015 | The Triple Album Collection Vol. 2 Rhino Records (WMG) | Erstveröffentlichung: 9. Januar 2015 Teil der „Triple-Album-Collection“-Reihe  |

| Jahr | Titel Musiklabel                                     | Anmerkungen                                                            |
| ---- | ---------------------------------------------------- | ---------------------------------------------------------------------- |
| 2012 | Silver Side Up / Dark Horse Roadrunner Records (WMG) | Erstveröffentlichung: 31. August 2012 Teil der „Collection-2-CD“-Reihe |

### Lieder
| Jahr | Titel Album                         | Anmerkungen                                             |
| ---- | ----------------------------------- | ------------------------------------------------------- |
| 2011 | Legs ZZ Top: A Tribute from Friends | Erstveröffentlichung: 11. Oktober 2011 Original: ZZ Top |

| Jahr | Titel Soundtrack                                                          | Anmerkungen                                        |
| ---- | ------------------------------------------------------------------------- | -------------------------------------------------- |
| 2000 | Old Enough Blair Witch 2                                                  | Erstveröffentlichung: 17. Oktober 2000             |
| 2002 | Breathe Clockstoppers                                                     | Erstveröffentlichung: 19. März 2002                |
| 2002 | Yanking Out My Heart The Scorpion King                                    | Erstveröffentlichung: 26. März 2002                |
| 2003 | Saturday Night’s Alright (For Fighting) 3 Engel für Charlie – Volle Power | Erstveröffentlichung: 30. Juni 2003 feat. Kid Rock |
| 2004 | Slow Motion The Punisher                                                  | Erstveröffentlichung: 23. März 2004                |
| 2009 | Burn It to the Ground Transformers – Die Rache                            | Erstveröffentlichung: 23. Juni 2009                |

### Videoalben
| Jahr | Titel Musiklabel                                             | Anmerkungen                                                                                   |
| ---- | ------------------------------------------------------------ | --------------------------------------------------------------------------------------------- |
| 2007 | All the Right Reasons – Musikvideos Roadrunner Records (WMG) | Erstveröffentlichung: 10. Juli 2007 Teil von All the Right Reasons (Wal-Mart Special Edition) |
| 2010 | Dark Horse – Musikvideos Roadrunner Records (WMG)            | Erstveröffentlichung: 27. August 2010 Teil von Dark Horse (Special Edition)                   |

## Statistik

### Chartauswertung
|                     | DE     | AT    | CH     | UK    | US     | CA    |
| ------------------- | ------ | ----- | ------ | ----- | ------ | ----- |
| Nummer-eins-Alben   | DE—DE  | AT1AT | CH1CH  | UK1UK | US1US  | CA—CA |
| Top-10-Alben        | DE8DE  | AT8AT | CH9CH  | UK7UK | US7US  | CA3CA |
| Alben in den Charts | DE11DE | AT9AT | CH11CH | UK9UK | US11US | CA3CA |

|                       | DE     | AT     | CH     | UK     | US     | CA     |
| --------------------- | ------ | ------ | ------ | ------ | ------ | ------ |
| Nummer-eins-Singles   | DE—DE  | AT1AT  | CH—CH  | UK—UK  | US1US  | CA1CA  |
| Top-10-Singles        | DE3DE  | AT8AT  | CH3CH  | UK4UK  | US6US  | CA7CA  |
| Singles in den Charts | DE18DE | AT17AT | CH15CH | UK15UK | US19US | CA24CA |

|                          | DE    | AT    | CH    | UK    | US    | CA    |
| ------------------------ | ----- | ----- | ----- | ----- | ----- | ----- |
| Nummer-eins-Videoalben   | DE—DE | AT—AT | CH—CH | UK1UK | US—US | CA—CA |
| Top-10-Videoalben        | DE—DE | AT—AT | CH—CH | UK2UK | US2US | CA—CA |
| Videoalben in den Charts | DE—DE | AT—AT | CH—CH | UK3UK | US4US | CA—CA |

### Auszeichnungen für Musikverkäufe
Das Lied S.E.X. erschien weder als Single, noch konnte es sich aufgrund von Downloads oder Streaming in den Charts platzieren, dennoch erhielt es für 40.000 Verkäufe Schallplattenauszeichnungen.
| Land/RegionAuszeichnungen für Musikverkäufe (Land/Region, Auszeichnungen, Verkäufe, Quellen) | Silber       | Gold       | Platin         | Diamant  | Verkäufe    | Quellen                                                     |
| -------------------------------------------------------------------------------------------- | ------------ | ---------- | -------------- | -------- | ----------- | ----------------------------------------------------------- |
| Australien (ARIA)                                                                            | —            | 8× Gold8   | 22× Platin22   | —        | 1.765.000   | aria.com.au                                                 |
| Belgien (BRMA)                                                                               | —            | 2× Gold2   | —              | —        | 50.000      | ultratop.be                                                 |
| Dänemark (IFPI)                                                                              | —            | 7× Gold7   | 6× Platin6     | —        | 382.500     | ifpi.dk                                                     |
| Deutschland (BVMI)                                                                           | —            | 8× Gold8   | 4× Platin4     | —        | 2.100.000   | musikindustrie.de                                           |
| Europa (IFPI)                                                                                | —            | —          | 2× Platin2     | —        | (2.000.000) | ifpi.org (Memento vom 15. Oktober 2013 im Internet Archive) |
| Finnland (IFPI)                                                                              | —            | 2× Gold2   | —              | —        | 23.009      | ifpi.fi                                                     |
| Frankreich (SNEP)                                                                            | Silber1      | Gold1      | —              | —        | 225.000     | infodisc.fr snepmusique.com                                 |
| Golf-Kooperationsrat (IFPI)                                                                  | —            | —          | Platin1        | —        | 6.000       | ifpi.org (Memento vom 15. Oktober 2013 im Internet Archive) |
| Italien (FIMI)                                                                               | —            | —          | Platin1        | —        | 50.000      | fimi.it                                                     |
| Kanada (MC)                                                                                  | —            | 5× Gold5   | 65× Platin65   | —        | 5.580.000   | musiccanada.com                                             |
| Neuseeland (RMNZ)                                                                            | —            | 2× Gold2   | 18× Platin18   | —        | 420.000     | aotearoamusiccharts.co.nz NZ2 NZ3                           |
| Niederlande (NVPI)                                                                           | —            | Gold1      | Platin1        | —        | 110.000     | nvpi.nl                                                     |
| Österreich (IFPI)                                                                            | —            | 4× Gold4   | 2× Platin2     | —        | 115.000     | ifpi.at                                                     |
| Polen (ZPAV)                                                                                 | —            | Gold1      | —              | —        | 10.000      | olis.pl                                                     |
| Schweden (IFPI)                                                                              | —            | 3× Gold3   | 3× Platin3     | —        | 180.000     | sverigetopplistan.se                                        |
| Schweiz (IFPI)                                                                               | —            | 5× Gold5   | 2× Platin2     | —        | 145.000     | hitparade.ch                                                |
| Spanien (Promusicae)                                                                         | —            | Gold1      | —              | —        | 30.000      | elportaldemusica.es                                         |
| Ungarn (MAHASZ)                                                                              | —            | Gold1      | —              | —        | 1.000       | slagerlistak.hu                                             |
| Vereinigte Staaten (RIAA)                                                                    | —            | 6× Gold6   | 22× Platin22   | Diamant1 | 32.300.000  | riaa.com                                                    |
| Vereinigtes Königreich (BPI)                                                                 | 10× Silber10 | 5× Gold5   | 18× Platin18   | —        | 10.725.000  | bpi.co.uk                                                   |
| Insgesamt                                                                                    | 11× Silber11 | 62× Gold62 | 167× Platin167 | Diamant1 |             |                                                             |